# أحمد عبد الكافي
أحمد محمد عبد الكافي (مواليد 1984) هو لاعب كرة قدم ليبي يشغل مركز قلب هجوم بدأ حياته الكروية كلاعب في نادي رفيق الليبي بمدينة صرمان ثم انتقل إلى نادي الأولمبي الليبي بمدينة الزاوية و من ثم عاد إلى نادي رفيق الليبي و منه انتقل إلى نادي الشط الليبي بمدينة طرابلس كما أنه لعب لصالح نادي الاتحاد الليبي كما أنه احترف في عدة دول عربية من سلطنة عمان في أندية: نادي السيب العماني ونادي العروبة العماني.

## الإنجازات
1. هداف لمسابقة كأس جلالة السلطان قابوس لكرة القدم ( كأس عمان ) سنة 2010 .
2. توج مع نادي العروبة العماني بطلا لكأس جلالة السلطان قابوس .

## وصلات خارجية
- صفحة اللاعب على موقع كووورة